# ویکتور کووالنکو
ویکتور کووالنکو (اوکراینی: Віктор Вікторович Коваленко؛ زادهٔ ۱۴ فوریهٔ ۱۹۹۶) بازیکن فوتبال اهل اوکراین است که به صورت قرضی برای باشگاه اسپتزیا بازی می‌کند.
وی همچنین در تیم ملی فوتبال اوکراین بازی کرده‌است.